# Martha Ribi

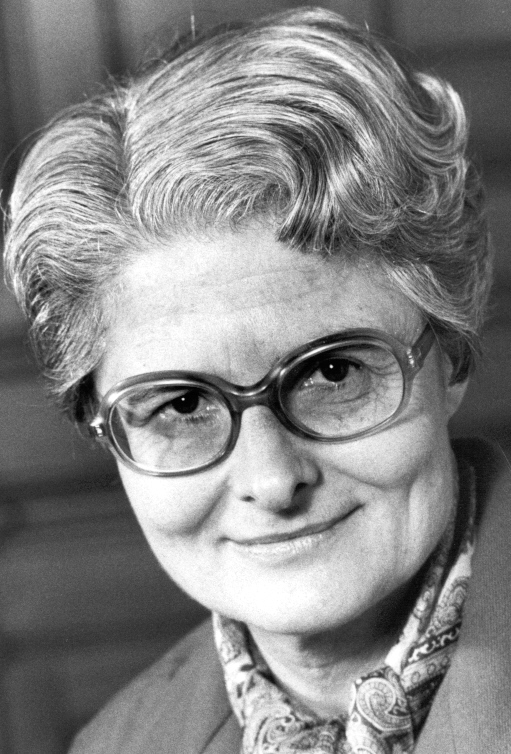
Martha Ribi

Martha Ribi-Raschle (* 28. November 1915 in Zürich; † 4. Oktober 2010 in Uster) war eine Schweizer Politikerin der Freisinnig-Demokratischen Partei (FDP).

## Biografie
Die Tochter eines Bankbeamten absolvierte 1935 die Matura und machte Sprachaufenthalte in Italien und England. Sie heiratete 1936. Nach dem frühen Tod ihres Mannes arbeitete sie von 1945 bis 1977 als Sekretärin beim Stadtärztlichen Dienst der Stadt Zürich, ab 1964 als Adjunktin. Gleichzeitig studierte sie von 1957 bis 1963 Wirtschaftswissenschaft an der Universität Zürich und schloss mit dem Lizenziat ab.
Sie trat 1963 der FDP bei und war auch Mitglied der Schweizerischen Vereinigung der Freisinnig-Demokratischen Frauen (SVFF). 1970 kandidierte sie erfolglos für den Zürcher Stadtrat. Nach der Einführung des Frauenstimmenrechts im Kanton Zürich wurde sie im Frühjahr 1971 im Wahlkreis Zürich 2 zum Mitglied des Kantonsrates von Zürich gewählt.
Bei den eidgenössischen Wahlen am 31. Oktober 1971 erfolgte ihre Wahl zum Mitglied im Nationalrat. Sie gehörte diesem als Vertreterin der FDP für drei Legislaturperioden bis 1983 an. Sie war damit eine der ersten elf Frauen im Nationalrat und neben Hedi Lang und Lilian Uchtenhagen eine von drei Vertreterinnen des Kantons Zürich.
Ribi war nicht nur zeitweise Vizepräsidentin der FDP, sondern innerhalb der Bundesversammlung auch anerkannte Fachfrau für Soziales und Gesundheit. Sie publizierte ihre Ansichten auch in Fachzeitschriften. Daneben war sie zwischen 1978 und 1983 Vorsitzende des Vereins der Ergotherapeutischen Schule Zürich.